# 篠田昌已
篠田 昌已（しのだ まさみ、1958年12月8日 - 1992年12月9日）は、日本のミュージシャン、サックス奏者。1980年代を中心にジャズ、ファンク、チンドン、クレズマー、アングラ劇団の劇伴など多彩な分野で活躍した。なお公式資料を含めた一部の資料において「昌巳」、「昌己」といった誤記が散見されるが、「篠田昌已」が正しい表記である。ジャズ・ミュージシャンとしては非常に珍しく、ビュッフェ・クランポン社製のアルトサクソフォンを愛用していた。

## 来歴
- 1958年 - 出生。
- 1978年 - 「生活向上委員会」に参加してプロデビュー。
- 1980年代前半 - 「パンゴ」に参加。
- 1982年 - 「じゃがたら」に参加。以後すべての作品に参加し、同バンドホーンサウンドの要を担う。同年9月1日、山崎春美の「自殺未遂ギグ」に演奏として参加。
- 1983年 - 下北沢の街頭で行われていたチンドン楽団の演奏に感激し、自ら志願してその老舗チンドン楽団「長谷川宣伝社」に入団する。各種バンド活動と平行して、チンドン楽士としても活動を行う。
- 1988年 - 自身のユニットである「篠田昌已ユニット」を結成し、初ライブを実施。しかし4度のライブの後、一旦活動を終了する。
- 1989年 - 篠田昌已ユニットの発展系であり、関島岳郎、中尾勘二との3人からなる「コンポステラ」を結成。
- 1990年 - 江戸アケミの逝去により「じゃがたら」解散。「篠田昌已」個人名義でアルバム『コンポステラ』をリリース。そして、「コンポステラ」名義でアルバム『Sign Of 1 1の知らせ』をリリース。
- 1992年 - 世界初となるチンドンのアルバム『東京チンドンVol.1』リリース。スタジオ演奏と街頭演奏を収録した2枚組の画期的な企画で、Vol.2の構想もあったが結果的に遺作となった。同年12月9日、急性心不全により急逝。享年34。

## 参加プロジェクト
主なものを列記する。（順不同）
生活向上委員会
正式名称は「生活向上委員会大管弦楽団」。略称「生向委」（せいこうい）。RCサクセションのホーンセクションとしても活動したビッグバンド。篠田の他に梅津和時、片山広明らからなり、2枚のアルバムを残して解散した。
じゃがたら
江戸アケミ率いる大所帯のファンクバンド。経歴など詳細はリンク先を参照。
オルケスタ・デル・ビエント
1980年代に活動したアングラ劇団「風の旅団」の劇伴を務めたバンド。メンバー構成等はリンク先を参照。
PUNGO
菅波ゆり子（向島ゆり子）、石渡明廣、久下恵生ら多数からなるバンド。
A-musik
大正琴の竹田賢一を中心にしたユニット。
Maher Shalal Hash Baz
工藤冬里を中心とした実験音楽バンド。1987年のライブがDVD『Maher Shalal Hash Baz with 篠田昌已 - "腰くだけの犬"』としてリリースされている。
シェシズ
胡弓とボーカルの向井千恵を中心とするバンド。大熊ワタル、向島ゆり子、佐藤隆史、工藤冬里、西村卓也、高橋朝なども参加。
くじらドラゴンオーケストラ
くじら（杉林恭雄）から発展したバンド。当時4名編成であったくじらに篠田を含む5名を加え、「Qujila Orchestra」として1990年12月31日初演。その後も「Qujila "DRAGON" Orchestra」の名で活動を続けるが、篠田逝去に伴い解散。以後くじらは杉林のソロユニットとなる。存命時にスタジオ盤2枚、逝去後にライブ・アルバム1枚。
Mr.Christmas
松浦祥隆、桜井芳樹、角田敦（Watusi）等を中心とした大所帯バンド。アフリカ音楽を取り入れ始めた1990年頃からエマーソン北村、関島岳郎らと共に参加。
蠱的態（こてきたい）
映画『山谷─やられたらやりかえせ』の劇中音楽を担当。大熊ワタルなど。
篠田昌已ユニット
篠田自身の主宰するバンド。じゃがたらの北村賢治（エマーソン北村）や後にコンポステラを結成する関島岳郎、中尾勘二らが参加。
コンポステラ
「篠田昌已ユニット」の発展形で、中尾勘二、関島岳郎とのトリオ。1枚のスタジオアルバムと2枚のライブアルバムを残す。篠田の逝去によって活動を終了し、中尾、関島の両名は新たに「ストラーダ」を結成する。

## ディスコグラフィ

### ソロ・アルバム
- 『コンポステラ』 (1990年)  ※スタジオ録音アルバム、参加メンバーは、関島岳郎、中尾勘二、久下惠生、大熊亘、駒沢裕城、北村賢治、西村卓也、今井次郎、高田光子、高田千代子
- 『東京チンドンVol.1』 (1992年) ※CD1がスタジオ録音、CD2がフィールド録音（1984年-1988年）、演奏は長谷川宣伝社
- 『篠田・西村DUO』 (1996年) ※西村卓也とのデュオ名義。1987年コンポステラ結成以前、群馬県前橋でのライブを収録

### コンポステラ
- 『Sign Of 1 1の知らせ』 (1990年) ※篠田昌已、中尾勘二、関島岳郎によるコンポステラ唯一のスタジオ録音アルバム
- 『歩く人』 (1995年) ※ライブ・アルバム、コンポステラの3人の他に、ゲストで久下惠生、駒沢裕城、吉野繁、川口義之が参加
- 『Wadachi』 (1997年) ※ツァディクよりリリースしたライブ・アルバム、ゲストは駒沢裕城

### その他の参加アルバム
- 蠱的態: 『山谷（やま）やられたらやりかえせ』オリジナルサウンドトラック（YAMA Attack to attack、1986年）※篠田と大熊亘のほか、風巻隆、中尾勘二、西村卓也らが参加
- 飯島晃: 『コンボ・ラキアスの音楽帖』(A Music Book Of Combo Rakia's、1990年)
- カシーバー: 『ライブ イン トーキョー』 (1997年) ※ゲストとして全面参加
- ピヂンコンボ: 『THE LONG VACATION』 (2000年) ※大熊ワタルを中心としたユニット。1988年と1989年のライブを収録している

### 映像
- 『篠田昌已 act 1987』 (1993年) ※園田佐登志制作の映像作品、1986年-1988年の東京チンドン長谷川宣伝社、シェシズ、Maher Shalal Hash Baz、A-musik、JAGATARAなどでのライブ映像、インタビューなどを収録、上映のみでビデオ・DVD等では未発売

### 書籍
- 『我方他方 サックス吹き・篠田昌已読本』大熊ワタル編 （2022年12月9日、共和国） ※2008年に少部数だけ発行された入手困難な冊子『コンポステラ★星の広場で』を増補・再構成。新たに本人のインタビューを発掘し、町田康、大友良英、細川周平、平井玄各氏ら一線で活躍する表現者50余名による寄稿を収録。

## 影響
篠田は生前、非常に多岐に亘る活動を展開し、それに伴って幅広い人脈を築き上げた。そうした人物の中には、特に篠田の死後目覚しい活躍を見せているものがおり、そして篠田から受けた影響を明言しているものも少なくない。以下はそうした一例である。
渋さ知らズ
渋さを結成した不破大輔と篠田は個人的な親交があった。篠田は不破が1989年に結成した渋さ知らズの最初期にゲスト参加したことがあり、渋さ知らズでは一度参加した人間は以後永久にメンバーであるとする定義を用いているため、篠田も渋さ知らズのメンバーということになる。また篠田は生前、不破に「ユニゾンは深いんだよ」と語ったことがあり、その言葉が不破の音楽性に多大な影響を与え「本多工務店のテーマ」（渋さの楽曲）などの楽曲構成に反映されている。
チンドン
アルバム『東京チンドンVol.1』の発表により、現在チンドン楽団で活動している若い楽士の中には、ジャズやポップミュージックから転向した人物が多い。2005年に『笑う門にはチンドン屋』を著したアダチ宣伝社の安達ひでやもその1人でその著書によれば、年に一度行われるチンドンの全国大会である「全日本チンドンコンクール」などで、篠田の作曲による「コンサルタント・マーチ」が新しいスタンダードナンバーとして演奏されているという。なお同曲はコンポステラのライブ・アルバム『歩く人』に収録されている。またシカラムータの大熊ワタル（大熊亘）も篠田の影響によってチンドン楽士になっている。